# Badakhxan
|  | Per a altres significats, vegeu «Badakhxan (desambiguació)». |

El Badakhxan (persa: بدخشان; tadjik: Бадахшон) fou un antic país muntanyós situat a la riba esquerra de l'Amudarià, on neix el riu Panj. Modernament està dividit entre el Tadjikistan (el Pamir que forma el districte autònom de Gorno-Badakhxan) i l'Afganistan (Província de Badakhxan i districte annex de Wakhan). El riu Kokča o Khirnab, afluent de l'Amudarià, és el riu principal de la regió i a la seva vora hi ha les principals ciutats, com l'antiga capital Fayzabad i les viles de Jirm i Qeshm.
El seu nom derivaria dels badhakhx o balakhx, una mena de robí propi únicament d'aquesta regió, però una altra teoria suggereix que els robins van agafar el nom del país (Balakhx). Les mines de robins es troben de fet fora dels límits estrictes del país, al Xughnan, que antigament formava un sol territori amb el Badakhxan. També hi ha mines de lapislàtzuli.
S'ha relacionat amb Vandabanda, un districte de Sogdiana esmentat per Claudi Ptolemeu, que indica que es troba entre les muntanyes del Caucasus (l'Hindu Kush) i l'Imaus (Himáleh) i que podria coincidir.

## Història
És esmentat per primer cop pels xinesos als segles vii i viii amb el nom de Po-t-totchoang-na o Pat-tok-ts'ong-na, o amb el nom de Pa-t'o-shan o Pu-t'o-shan i és descrit com a part del Tukharistan (xinès Tuho-lo). El Tukharistan (estrictament el país entre Balkh i el Badakhxan) tenia sovint un sentit més ampli indicant tots els territoris a l'est de Balkh als dos costats de l'Amudarja.
El Tukharistan havia estat poblat pels tokharis que havien expulsat als grecs de Bactriana al segle ii però en foren expulsats al segle v pels heftalites (o Haytal) i en un document llegendari es troba la indicació de què el rei heftalita hauria donat a un fill Djirm i Badakhxan. Al segle vi el regne heftalita fou enderrocat pel Kanat dels Turcs.
En el temps de les primeres incursions àrabs, el sobirà del Tukharistan (en el sentit ampli del terme) portava el títol turc de yabghu (que els àrabs van anomenar djabghuya) i els prínceps dels territoris (con el Badakhxan) eren els seus vassalls. No se sap quan fou conquerit pels àrabs; al-Tabari esmenta una expedició a Kishm al territori del djabghuya el 736. Segons Yakubim Djirm, el Badakhxan estava al límit de les possessions musulmanes i esmenta un rei anomenat Khumar Beg com a rei de Shikinan i Badhakhxanan. Al-Istakhri esmenta el país com "territori d'Abu –Fath" segurament referit al territori del príncep Abu l-Fath al-Yaftali pare d'Abu Nasr que va combatre contra Karategin, general samànida mort el 951/952.
Al segle xi se sap que s'hi va introduir la doctrina ismaïlita, obra del poeta Nasir-i Khusraw, i encara avui resta un territori ismaïlita. A la segona meitat del segle xii va passar a domini d'una branca col·lateral dels gúrides amb seu a Bamian, branca deposada al començament del segle xiii pel xa de Coràsmia. Els mongols no hi van penetrar de manera efectiva i va seguir governada pels prínceps locals autoctons; va quedar en poder dels ilkhànides d'Hulagui i fou la part mes al nord dels territoris que aquestos van concedir al príncep mongol Yasaur. Després de Yasaur les tribus van fer acatament als kans de Txagatai que no hi van intervenir. El 1359 i 1360 va patir invasions d'amirs txagatais; Kai Kobad Khuttalani, un amir del Khuttalan, va matar el rei de Badakhxan Baha al-Din i quan més tard el país va caure en mans d'Amir Husayn, els prínceps van exigir la venjança de sang i Husayn va fer matar Kai Kobad. El govern de Husayn fou opresiu i els badakhxanesos es van posar sota protecció de Tamerlà, al que van ajudar a enderrocar a Husayn (aleshores el germà de Kai Kobad, Kai Khusraw Khuttalani, va matar a Husayn per la vejança de sang); en aquest temps eren prínceps Shah Shaikh Muhammad i Shah Shaik Ali; vn seguir fidels a Tamerlà durant tot el seu govern. Durant la campanya a lÍndia apareixen dos prínceps de Badakhxan: Shah Lasghar Shah i Shah Baha al-Din. Aparentment la dinastia autòctona va conservar un cert poder local; la llegenda fa remuntar aquesta dinastia a Alexandre el Gran.
La dinastia de Badakhxan es esmentada sovint dota Tamerlà, però sempre actuant com a simples governadors del conqueridor i lluitant al seu costat per exemple a Kiptxak (1377) i a Sistan (1383). Un príncep o xah de nom Niki Xah es esmentat l'estiu del 1409 anant a la cort de Xah Rukh per queixar-se que el seu germà havia estat massacrat per ordre de Xah Baha al-Din i ell s'havia hagut d'amagar; Xah Rukh li va fer vagues promeses. El 1412 El xah Baha al-Din II va enviar un delegat a Xah Rukh a reclamar l'enviament d'un delegat de confiança per recollir el tribut; entre l'enviament del delegat a Herat i l'arribada a Badakhxan del home de confiança del emperador (Hamza Katuku) van passar uns mesos, en els que per lguna raó no coneguda, Baha al-Din va evolucionar cap a un nacionalisme badakhxanès i finalment va rebutjar l'entrada a Hamza. Aquest va retornar i l'emperador va enviar a la zona als amirs Midrab Bahadur, Said Ali Tarkhan i Firuz Xah. Van passar per Balkh, governada pel fill de l'emperador, Ibrahim Sultan, i van seguir al sud; després de passar Baghlan van arribar a Ixkemeix. Baha al-Din II va fugir cap a les muntanyes. Ibrahim Sultan que s'havia unit a l'expedició es va aturar a Keixem. L'exèrcit victoriós va ocupar la ciutat de Badakhxan i va penetrar cap els districtes de Sagnan, Gand i Bamir (on tradicionalment se situava el naixement del Jihun o Oxus). Es va fer un botí enorme i van retornar a la ciutat de Badakhxan. Xah Mahmud, germà de Baha al-Din, que havia estat a la cort de Xah Rukh anteriorment, fou nomenat xah governador. Al cap d'un temps Baha al-Din II es va acabar refugiant a Mogolistan (vers 1415), però aviat va retornar (1416) i se’n va anar a Herat on va exposar al emperador el desorganitzat que estava Badakhxan des que ell no hi era. El 21 de maig de 1417 va arribar a Herat Xah Nikixah de Badakhxan per presentar una queixa contra els seus germans i parents. Probablement per evitar una guerra civil, Xah Rukh va designar al seu fill Syorgatmix pel govern i administració del país (1417 a 1418 o 19); a l'agost del 1417 el príncep es va traslladar a Badakhxan amb un contingent militar i aviat va restablir la tranquil·litat. Poc després hi va anar l'amir Sultan Ahmad Helal enviat per Xah Rukh com a governador. L'emperador també va autoritzar a Baha al-Din el retorn al país per residir allí com a persona privada si bé no hi ha dubte que els clans dels prínceps conservaven influpencia local.
Finalment el besnet de Tamerlà, Abu Said ben Muhammad ben Miranshah ben Timur, va annexionar el país. El darrer sobirà fou Muhammad Badakhshi, que es va sotmetre sense resistència a l'exèrcit enviat pel sultà i es va establir a Herat, però el seu fill va haver de fugir a Kaixgar. El principat de Badakhxan fou donat a Abu Bakr Mirza, fill d'Abu Said, però el príncep refugiat a Kaixgar va retornar i el va expulsar i el país va haver de tornar a ser conquerit. Muhammad Badakhshi fou executat (1466/1467) i Abu Bakr restaurat.
Abu Bakr fou succeït pel seu germà Sultan Mahmud Mirza, príncep d'Hisor, i va restar unit a aquest territori; Mahmud va governar després també a Samarcanda (1494-1495); a la seva mort el fill Baysunkur Mirza fou proclamat a Samarcanda i el fill gran va rebre Hisar (que ja governava en vida del pare). Baysunkur fou assassinat el 1499 pel seu beg i governador de Kunduz, Khusraw Shah que de fet va exercir el poder sobirà fins al 1504 quan Hisar i Kunduz foren conquerides pels uzbeks. El país va reaccionar contra el domini uzbek amb un aixecament nacional, dirigit per Mubarak Shah i Zubayr Raghi, que van tenir com a quarter general la fortalesa que van anomenar Kala-i Zafar (Fortí de la Victòria); els uzbeks foren rebutjats i el príncep timúrida Nasir Mirza, germà de Bàber, cridat en ajut contra els uzbeks, fou proclamat rei el febrer del 1505. Al cap de dos anys, però, a causa de divergències amb els caps rebels, fou expulsat del tron. El 1508, Sultan Ways Mirza (conegut com a Mirza Khan), fill del sultà Mahmud Mirza, es va presentar al país (amb consentiment de Bàber) i fou rebut a Kala-i Zafar on Mubarak Khan havia mort feia poc a mans de Zubayr Raghi. Aquest s'oposava a reconèixer Wais Mirza com a sobirà, i fou assassinat; llavors van entrar al país els ismaïlites de Kuhistan, dirigits per Radi al-Din, i es van apoderar de la major part del país. Però la primavera del 1509, Radi al-Din va morir en una batalla i el seu cap portat a Wais Mirza, que era a Kala-i Zafar.
Mirza Khan llavors va governar el país fins a la seva mort el 1520. Va deixar un fill infant, de nom Sulayman Mirza al que Bàber va cridar i el va deposar i va nomenar regent el seu propi fill Humayun, que va restar-hi fins al 1529, quan fou cridat pel seu pare a l'Índia i el va substituir el seu germà Mirza Hindal. Said Khan de Kaixgar va intentar apoderar-se llavors del Badakhxan però fou rebutjat i Bàber va decidir retornar el principat a Sulayman Mirza al que Said Khan també va reconèixer (1530). Sulayman va regnar fins al 1575, i al final fou expulsat del tron pel seu net Shahrukh i es va refugiar a l'Índia i va anar després a la Meca i encara va tornar al seu país on fou acollit pel seu net.
El 1584 el país fou conquerit pels uzbeks dirigits per Abd Al·là Khan, i Shahrukh (i Sulayman que va morir el 1586) van haver de fugir a l'Índia. Van fer algunes temptatives per recuperar el poder que no van reeixir. Però una revolta dirigida per Badi al-Zaman Mirza, fill de Shahrukh, li va permetre recuperar el poder en data desconeguda segurament reconeixent la sobirania uzbeka. El 1599 a la caiguda de la dinastia shibànida, Badi al-Zaman va reconèixer la nova dinastia jànida, però el 1603 quan els safàvides van envair el territori de Balkh, va obrir negociacions amb l'emperador Jahangir; els safàvides foren rebutjats i les negociacions amb Jahangir no van fructificar, i els jànides llavors van envair el país en data no coneguda, els primera anys del segle; van conquerir Kunduz i Badi al-Zaman va morir tot seguit en la lluita. Els jànides haurien nomenat llavors a Mirza Muhammad Khan, fill de Shah Rukh, per governar, però al cap d'un any fou assassinat per un pretendent shibànida que s'havia refugiat al país. Llavors formà part directement del Kanat de Bukharà.
El 1647 els mogols es van apoderar altre cop del Balkh i el Badakhxan, però a la tardor del 1649 en foren definitivament expulsats pels uzbeks. Una dinastia uzbeka es va establir, fundada per Yar Beg, que va fundar la ciutat de Fayzadab (Faydhabad); els seus representants pretenien al segle xix ser descendents d'Alexandre el Gran. El príncep portava el títol de Mir, equivalent al d'emir (amir). Sultan beg o Sultan Shah (1748-1765) governava quan els Khoja foren expulsats de Kashgària pels xinesos i el kan Khoja va arribar al país amb 40.000 seguidors, buscant refugi. La seva ruiquesa i el seu harm van atreure la cobdícia del mir que el va atacar a Reishkhan, i el va derrotar. Khan Khoja va suplicar per la seva vida i quan no se li va concedir gràcia va profetitzar que el país seria despoblat i que no quedaria ni un gos en vida cosa que tot i que no es va complir del tot si que es va complir parcialment sota Muhammad Murad Beg al primer terç del segle xix. Uns anys després, el 1765, Badakhxan fou conquerit per l'emir afganes Ahmad Shah Durrani i Sultan Shah fou executat. Els afganesos es van emportar una famosa relíquia de Mahoma. Com que Munshi Faiz Buksh no va publicar (que se sàpiga) la història de Balkh i Badakhxan que havia promès, la segona meitat del segle xviii i fins al principi del segle xix està envoltada de dubtes. El 1812 va estar a Badakhxan l'historiador Izzetullah que diu que hi governava Muhammad Shah, que era fill de Sultan Shah.
El 1822 Badakhshan fou envaït per Murad Beg de Kunduz que va matar a Muhammad Shah. El país es va aixecar al costat de Miriar Beg Khan, proclamat mir, però les seves forces foren derrotades a Kila Alghan. Badakhxan fou posat sota autoritat de Kunduz que hi va nomenar un governador (un oficial de Murad Beg, de nom Mirza Kalan), però la resistència va durar almenys fins al 1825 i en algun lloc es parla de 1829. Mir Muhammad Riza Beg, germà de Miriar es va traslladar a Talikan on el va trobar Moorcroft el 1824. També havien fugit allí Muhammad Shah i el seu germà petit (fill de Mir Muhammad Shah). Encare hi vivien quan hi va estar Wood (vers 1838) que diu que eren pobres però molt respectats i Muhammad encara era tractat amb el títol de xa o rei.
Badakhshan va restar subjecte a Kunduz fins a la mort de Murad vers el 1842, passant llavors el poder a Muhammad Amin, mir Wali de Khulm, Ibak i Balkh. El governador de Badakhxan es va declarar independent i fins i tot es va arribar a apoderar de Kunduz. Un fill i successor, Mir Shah Nizam al-Din, va morir el 1862; el seu fill Mir Jahandar, fou posat al tron pels afganesos dels quals va esdevenir vassall (l'Enciclopedia de l'Islam el fa fill de Nizam al-Din, Howorth el fa membre de l'antiga casa reial). Jahandar era un borratxo i dissolut i va enfrontar algunes revoltes, però el país va prosperar. Posat al tron per Dost Muhammad, sota Shir Ali va donar suport a Afzal Khan i a Zaman Khan, i fins i tot va fer aliança amb Chitral contra Kabul en la qual Badakhxan aportava dos mil genets i Chitral 700 i el sobirà d'aquest darrer estat va donar la mà de la seva filla al fill de Jahandar, al que va regalar 21 esclaus; Shir Ali, retirat a Herat i Kandahar, no va trigar a aixecar en contra seva un príncep de la mateixa dinasta, un nebot de nom Mahmud Shah, que reclamava el tron (1867); Shir Ali va recuperar el poder el 1868 i el 1869 Jahandar fou enderrocat i encara que va intentar recuperar el poder el 1872 va fracassar i es va retirar cap a Rússia, on se li va assignar residencia a Učkurgan a la vall de Fergana i se li va donar una pensió i on el 1878 fou assassinat per desconeguts. Wakhan i Sighnan o Sughnan eren governats per prínceps locals o mirs però sempre sota autoritat de Badakhxan. El 1881 un hakim afganès es va establir a Wakhan mentre Sighnan va passar poc després a Rússia. A la part final de l'estat, Badakhxan estava format per:
- Fayzabad i Jirm, dependències directes del mir
- Daraim, Shahr-i Buzurg, Gumbaz, Farakhar, Kishm Rustak, Rushan, Shighnan, Ish Kasham, Wakhan, Zebak, Minjan, Ragh, Daung, i Asiabi. Aquestos territoris estaven governats per parents del mir (almenys en temps de Mahmud Shah) o per caps locals hereditaris que jho posseïen en feu condicionat a la fidelitat i a serveis militars.

Mahmud Shah fou deposat el 1873 pel govern afganès i empresonat a Kabul, on va viure fins a la seva mort. El país no fou formalment annexionat fins al 1881 però en aquests vuit anys va estar sota governadors. El 1876 va començar la penetració russa i el 1885 es va fundar Fort Pamirskii a la riba del Murghab; el 1891/1892, després d'un xoc armat amb els afganesos a Yeshil-Kul, els russos es van apoderar del Pamir oriental que va esdevenir un districte de l'oblast de Fergana, sota administració del comandant del destacament militar. L'11 de març de 1895 un intercanvi de notes amb els britànics van determinar les fronteres del Pamir entre l'Afganistan, quasi protectorat britànic, i el Kanat de Bukharà, protectorat rus. El Badakhxan va quedar en mans dels afganesos mentre la resta del Pamir (la part occidental) va passar a Bukharà. En aquest temps les principals ciutats eren Fayzabad, Rustak, Khanabad, i Chayab.
A partir del 1917 no va trigar a establir-se el poder soviètic a Bukharà, i la regió del Pamir va ser objecte de lluites contra els basmatxis, que van resistir fins al 1925.

## Llista de sobirans

### Dinastia shansabànida (gúrida)
- Fakhr al-Din Masud 1145-1163
- Shams al-Din Muhammad 1163-1192
- Baha al-Din Sam 1192-1206
- Jalal al-Din Ali 1206-1215
- A Coràsmia 1215-1231

### Dinastia local (primera)
- Desconeguts segle xiii
- Ali Shah I vers 1291
- Dawlat Shah ibn Ali Shah 1291-1292
- Desconegut 1292-1303
- Sultan Bakht 1303- ?
- Arghun Shah 1307-1311
- Ali Shah II 1311-1318
- Desconeguts, segle xiv

### Dinastia local (segona) (probablement una duarquia)
- Shah Baha al-Din I, 1344, 1358, 1360
- Shah Abd Allah ibn Taigu, esmentat vers 1351
- Muhammad Shah, esmentat vers 1358, 1369, 1370, 1377 i 1383
- Shaykh Ali Shah, esmentat vers 1368 i 1369
- Bahramshah, esmentat vers 1359 i 1374 o 1375
- Shah Lasghar Shah, esmentat vers 1398
- Niki Xah, esmentat abans del 1408
- Shah Baha al-Din II, esmentat vers el 1408, 1412
- Shah Mahmud (germà), 1412-?
- Niki Xah (2a vegada), esmentat vers 1417
- Syorgatmix, administrador 1417
- Sultan Ahmad Helal, governador timúrida 1417-?
- Incorporat als dominis timúrides; els governants locals amb poc poder, no consten, 1417-1450
- Baha al-Din II (2a vegada) 1417-?
- Muhammad Badakhxan, esmentat vers 1450

### Dinastia timúrida
- Shah Sultan Muhammad vers 1450-1467 (a Badakhxan)
- Mirza Abi Bakr ibn Abu Said 1460-1480 (a Hissar i Badakhxan)
- Sultan Mahmud ibn Abu Said 1480-1495
- Masud ibn Mahmud 1495-1497
- Baysunkur Mirza ibn Mahmud 1497-1499
- Sultan Ali ibn Mahmud 1499-1500
- A Xibànides (uzbeks) sota Muhàmmad Xaibani 1500-1505
- Mubarek Shah Muzaffar 1505-1507
- Nasir Mirza Miran Shah 1507-1520
- Sultan Uways Mirza ibn Sultan Mahmud (a Kunduz) 1507-1520
- Humayun ibn Baber (emperador Mogol 1530-1539, 1555-6) 1520-1529
- Abu Nasr Muhammad Hindal ibn Babur (a Kunduz 1545-50) 1529
- Sulayman Shah Mirzah ibn Sultan Uways 1529-1546
- Abu Nasr Muhammad Hindal (a Kunduz 1545-50) 1546-1547 (segona vegada)
- Sulayman Shah Mirzah ibn Sultan Uways 1547-1575 (segona vegada)
- Shah Rukh ibn Ibrahim 1575-1584
- Al kanat Uzbek 1584-1599
- Al Kanat de Bukharà 1599-1657

### Dinastia uzbek Kanaghan
- Mir Yari Beg 1657-1708
- Sulayman Beg 1708-1713
- Yusuf Ali 1713-1718
- Diya al-Din 1718-1736
- Mir Nabat 1736- ?
- Mirza Kalan I ? -1748
- Mir Sultan Shah I 1748-1765
- Burhan al-Din 1765- ?
- Mirza Kalan II ?
- Ahmad Shah Khan ?
- Mirza Kalan III ?
- Zaman al-Din ? -1792
- Mir Mohammed Shah 1792-1822
- Miriar Beg Khan 1822-1823 (resistent)

### Governadors dependents del mir de Kunduz
- Mirza Kalan IV 1822-1828
- Mirza Abd al-Ghaful 1828-1829
- Murad Beg 1829-1832
- Mirza Sulayman 1832-1838
- Sultan Shah II 1838-1842

### Tributari de Khulm-Balkh-Ibak (1842-1848)
- Sultan Shah II 1842-1847
- Jan Khan 1847-1848
- Shah Jahan 1848

### Dinastia local (tercera)
- Mir Shah Nizam ad-Din (Saman al-Din ?) vers 1848-1862, independent

### Vassalls afganesos
- Jahandar Shah 1862-1867
- Mir Mohammed Shah (Mahmud Shah?) 1867-1868
- Mizrab Shah 1868
- Jahandar Shah 1868-1869 (restaurat)
- Mahmud Shah 1869-1873

### Governadors afganesos
- Shah Zade Hasan 1873-1880
- Alim Khan 1880-1881